# Tommy y Tuppence Beresford
Tommy y Tuppence Beresford son una pareja de detectives ficticios creados por la escritora británica Agatha Christie. Aparecen en cuatro novelas y en una colección de cuentos de la autora.

## Obras en las que aparecen
1. El misterioso señor Brown (The Secret Adversary) (1922),[2] novela
2. Matrimonio de sabuesos (Partners in Crime) (1929), colección de 14 cuentos:
"A Fairy in the Flat/A Pot of Tea", "The Affair of the Pink Pearl", "The Adventure of the Sinester Stranger" AKA "The Case of the Sinister Stranger", "Finessing the King/The Gentleman Dressed in Newspaper", "The Case of the Missing Lady", "Blindman's Buff", "The Man in the Mist", "The Crackler", "The Sunningdale Mystery", "The House of Lurking Death", "The Unbreakable Alibi", "The Clergyman's Daughter/The Red House", "The Ambassador's Boots", "The Man Who Was No. 16"
3. El misterio de Sans Souci (N or M?) (1941), novela
4. El cuadro (By the Pricking of My Thumbs) (1968), novela
5. La puerta del destino (Postern of Fate) (1973), novela

## Personajes
En el primer libro en el que aparecen, El misterioso señor Brown (1922), aun solteros, ambos amigos de la infancia entran en un peligroso juego de espionaje, en el transcurso del cual notarán que están enamorados uno del otro.
En el segundo libro, que se desarrolla seis años después, Matrimonio de sabuesos (1929), los dos ya como pareja han decidido trabajar en una agencia de detectives. En la tercera aparición, El misterio de Sans Souci (1941), han transcurrido veinte años y sus dos hijos, Derek y Deborah, participan en la Segunda Guerra Mundial, el primero como aviador y la segunda como intérprete de señales. Mientras, Tommy y Tuppence viajan a una pequeña ciudad irrelevante de la costa sur de Inglaterra en la que se esconde un peligroso espía alemán.
En el cuarto libro, El cuadro (1968), Tuppence sospecha que puede ser cierta la locura de una anciana que vive en un pequeño asilo. Cuando intenta investigar, la señora desaparece súbitamente. En el quinto libro, el último que escribiera Christie, La puerta del destino (1973), ya son mayores, están retirados y deciden mudarse. Pero el nuevo domicilio abriga otro crimen a ser resuelto por esta brillante pareja.